# 南アフリカ共和国の旗一覧
南アフリカ共和国の旗一覧（みなみアフリカきょうわこくのはたいちらん）は、南アフリカ共和国の州が制定している州旗など南アフリカ共和国に関連する旗の一覧である。

## 政府の旗
- 1876–1910
- 1905–1907
- 1902–1910
- 1904–1910
- 1907–1931
- 1931–1968
- 1910–1931
- 1931–1952
- 1952–1961
- 1961–1984
- 1984–1994

### 民間航空旗
- 1930s

## 軍旗

### 防衛軍
- 1947–1981
- 1981–1994

### 国防軍
- 1994–2003
- 2003から

### 国防省
- 共同作戦部隊
- 退役軍人省

### 陸軍
- 1951–1973
- 1973–1994
- 1994–2002
- 2002–2003
- 2003–present

### 空軍
- 1920–1940
- 1940–1951
- 1951–1958
- 1958–1967
- 1967–1970 (使用されていない)
- 1970–1981
- 1981–1982
- 1982–1994
- 1994–2003
- 2003–

### 海軍
- 1922–1946
- 1946–1951
- 1951–1952 (使用されていない)
- 1952–1959
- 1959–1981
- 1981–1994
- 1981–1994
- 1994–present
- c. 1998

## 警察の旗
- 1994まで
- 1995から

## 地方の旗

### 1994から
1994年4月、南アフリカは 9つの州に分割された。
- 東ケープ州
- フリーステイト州
- ハウテン
- クワズール・ナタール州
- リンポポ州
- ムプマランガ州
- 北西州
- 北ケープ州
- 西ケープ州

## 提案された旗

### 1920年代

Committee proposal 1
Committee proposal 2
Committee proposal 3

### 1990年代

#### 最終選考
国のシンボル委員会は1993年10月に6つのデザインを提案した。